# Silvije Strahimir Kranjčević

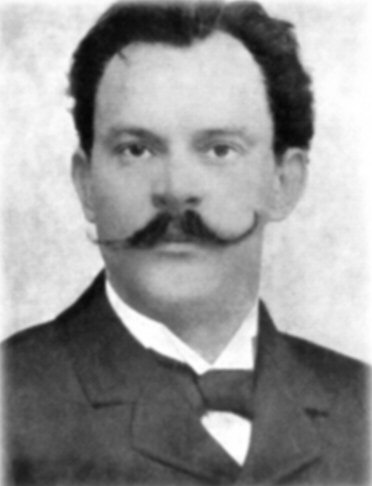
Silvije Strahimir Kranjčević

Silvije Strahimir Kranjčević  (* 17. Februar 1865 in Senj; † 29. Oktober 1908 in Sarajevo) war ein kroatischer Schriftsteller und einer der bedeutendsten Dichter des Realismus.

## Lebenswerk
Kranjčević wurde in Senj unter dem Berg Nehaj geboren. Er besuchte zwar das Gymnasium, schloss es aber wegen seines Naturells nicht mit dem Abitur ab. Daraufhin besuchte er das Pontificium Collegium Germanico et Hungaricum in Rom, um Priester zu werden. Er verließ es sehr schnell, da er in sich nicht den inneren Ruf zum Priester fühlte. Jedoch hinterließ dieser sehr kurze Aufenthalt einen dauerhaften Eindruck auf seine nachfolgenden Werke.
In Zagreb besuchte er einen einjährigen Lehrer-Lehrgang. Anschließend ging er nach Bosnien-Herzegowina, um dort zu praktizieren, da er keine Zukunft in Kroatien sah.
Seine wichtigsten Lebensstationen waren Mostar, Livno, Bijeljina und Sarajevo. Dort verdiente er nicht nur seinen Lebensunterhalt, sondern reifte auch in schriftstellerischer Hinsicht. 

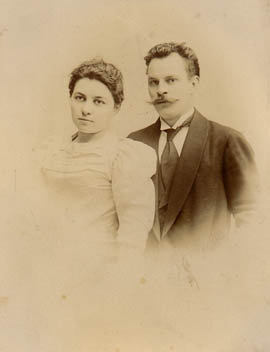
Kranjčević mit seiner Frau Gabrijela Kašaj

Sein erstes Gedicht veröffentlichte er in der Hrvatska vila (Zavjet, 1883), bevor Kranjčević einen oder zwei Monate später wieder nach Rom ging. Die Redaktion, die damals von Eugen Kumičić geleitet wurde, war begeistert von dem bis dahin unbekannten Künstler. Aus Rom schickte er zwei weitere Gedichte an die Sloboda in Šušac (Pozdrav und Senj-grad, 1884). Als er aus Rom zurückkehrte, veröffentlichte Kranjčević in der Vijenac eines seiner bedeutendsten Werke (Noć na Foru) und anschließend in Senj seine erste Gedichtsammlung (Bugarkinje, 1884).

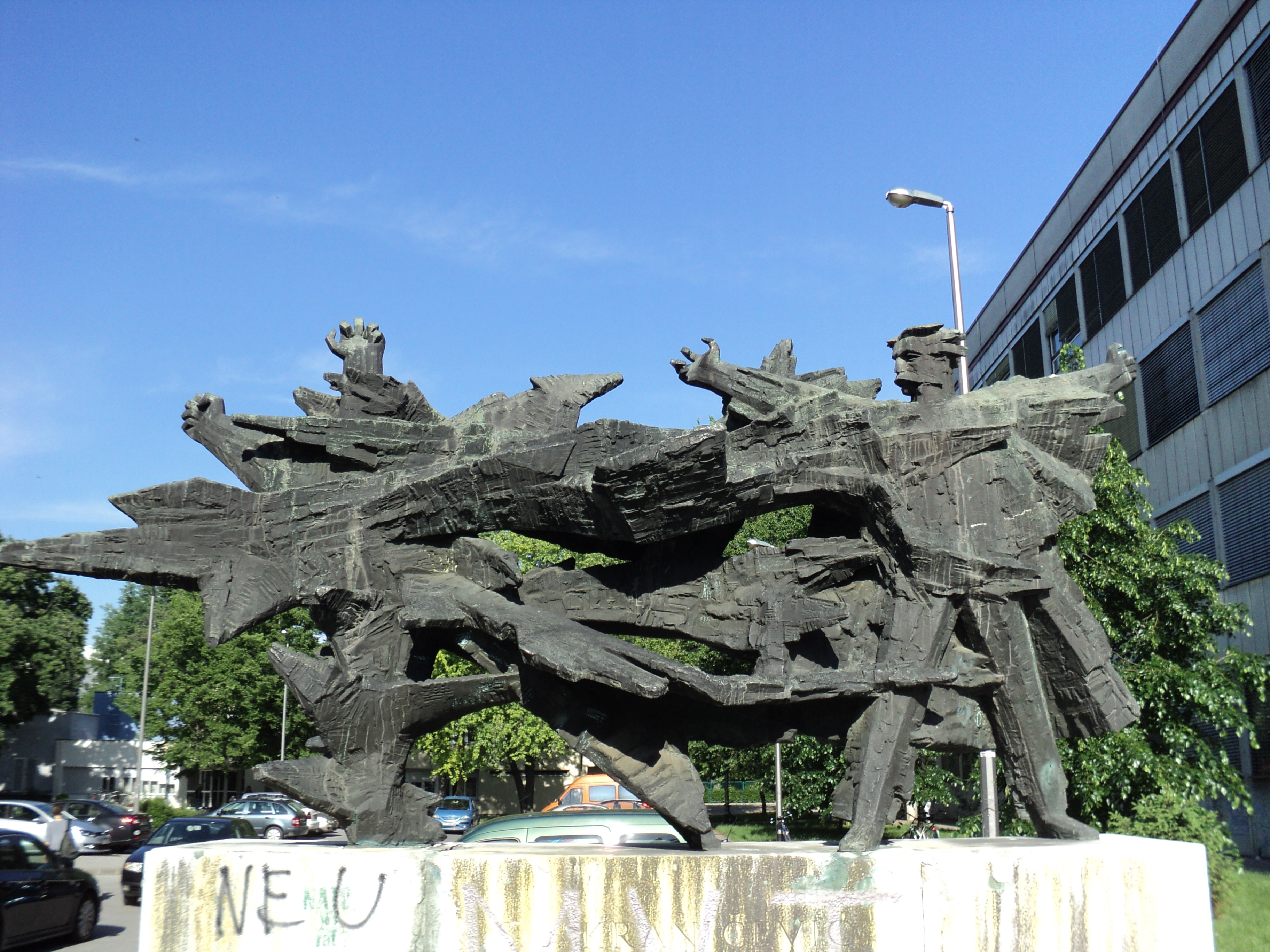
Denkmal für Kranjčević in Zagreb (Tomislav Ostoja, 1962)

In nur einem Jahr seines künstlerischen Schaffens hatte er das gesamte Spektrum seines künstlerischen Schaffens definiert und seine künstlerische Laufbahn vorgezeichnet. Heimat – Mensch – Weltall sind die Themengebiete, um die sich seine Werke drehen. Dieser klaren Themenabgrenzung folgend hat er sich nicht verändert, ist jedoch in seinem künstlerischen Ausdruck gewachsen und gereift.